# Myrmeciinae
Myrmeciinae – podrodzina mrówek.
Takson ten wprowadzony został w 1877 roku przez Carlo Emeryego jako Myrmeciidae. Później traktowany jako podrodzina, a przez Boltona zaliczony do podrodzin myrmekomorficznych (myrmecomorph subfamilies). Według stanu na 2016 rok zalicza się tu 2 plemiona: Myrmeciini z rodzajem Myrmecia oraz Prionomyrmecini z rodzajami: Nothomyrmecia i wymarłym Prionomyrmex. Ponadto 4 rodzaje mają status incertae sedis w obrębie podrodziny:
- †Archimyrmex
- †Avitomyrmex
- †Macabeemyrma
- †Ypresiomyrma

Mrówki te zachowały płatek jugalny skrzydeł, a na goleniach środkowej i tylnej pary odnóży mają po dwie ostrogi położone brzuszno-wierzchołkowo.
Występują w Australii, Nowej Zelandii, Nowej Kaledonii i Argentynie.